# Sukaratu (Karangtengah)
Sukaratu is een bestuurslaag in het regentschap Garut van de provincie West-Java, Indonesië. Sukaratu telt 6587 inwoners (volkstelling 2010).